# M/S Emelie II av Hammarby Sjöstad
M/S Emelie II av Hammarby Sjöstad är ett svenskt passagerarfartyg, som byggdes 1967 av Gdanska Stocznia Rzeczna, Pleniewo i Gdańsk i Polen som Balbina till P.P. Zegluga Szczecinska i Szczecin i Polen för att frakta passagerare mellan kryssningsfartyg i Świnoujście och hamnen i Szczecin.
År 1992 köptes hon till Szczecin av Zegluga Szczecinska och senare av Morska Stocznia Romontowa Gryfia SA, där hon fungerade som för Gryfiavarvet.
Hon köptes 2017 av Ressel Rederi och byggdes om på PTS Szczecin, varvid hon bland annat försågs med en ny motor. Hon har sedan 2019 som Emelie II varit i trafik på traden Hammarby Sjöstad – Masthamnen – Allmänna gränd – Nybroplan i Stockholm.